# Litauisk Wikipedia
Litauisk Wikipedia (litauisk: Lietuviškosios Vikipedijos,  dansk: den litauisksprogede Wikipedia) er den litauisksprogede  version af det verdensomspændende encyklopædi-projekt Wikipedia. Litauisk Wikipedia blev lanceret 20. februar 2003.
Pr. fredag den 28. marts 2025 har den lituansksprogede Wikipedia 221.748 artikler, 373 aktive bidragydere og 9 administratorer.

## Galleri
- Wikipedia på litauisk fejrede de første 100.000 artikler med dette logo